# Piotr Zawada
Piotr Zawada (ur. 30 września 1889 we Wróblinie, zm. 12 listopada 1939 w Paterku) – polski duchowny, zakonnik Misjonarzy Świętej Rodziny, profesor, rektor seminarium duchownego, ofiara niemieckich zbrodni nazistowskich.

## Życiorys
Pierwszą profesję zakonną złożył w holenderskiej miejscowości Grave (Brabancja Północna) 4 października 1916. 15 sierpnia 1920 otrzymał święcenia kapłańskie, również w Holandii. Do Polski przybył w 1921, gdzie współzakładał pierwszy dom zakonny Misjonarzy Świętej Rodziny w Wieluniu (przyjechał razem z ks. Antonim Kuczerą). Następnie był mistrzem nowicjatu, profesorem i rektorem zarówno niższego, jak i wyższego seminarium duchownego (Kazimierz Biskupi). Prowadził też misje ludowe i rekolekcje. Przed II wojną światową, przez kilka lat był prowincjałem zakonu. Zginął zamordowany przez Niemców w ramach zbrodni w Paterku. Życie straciło tego dnia 25 braci zakonnych i 5 kapłanów.